# Liste von Namensreaktionen/T
| Entdecker                                                 | Jahr                | Reagenzien                                                                                 | Kurzbeschreibung                                                                                                | Zielmolekül(e)                          | Quelle              |
| Taber-Indolsynthese                                       | Taber-Indolsynthese | Taber-Indolsynthese                                                                        | Taber-Indolsynthese                                                                                             | Taber-Indolsynthese                     | Taber-Indolsynthese |
| --------------------------------------------------------- | ------------------- | ------------------------------------------------------------------------------------------ | --- | --------------------------------------- | ------------------- |
| Douglass F. Taber                                         | 2006                | Arylmethylalkylketone, Hydroxylamin, p-Toluolsulfonsäurechlorid, Base                      | Neber-Umlagerung zum Azirin, Cyclisierung                                                                       | Indole                                  | [ 1 ]               |
| Reaktionsschema Taber-Indolsynthese                       |                     |                                                                                            | |                                         |                     |
| Tafel-Umlagerung                                          |                     |                                                                                            | |                                         |                     |
| Julius Tafel                                              | 1907                | Acetessigsäureester, Schwefelsäure                                                         | elektrochemische Reduktion mit Umlagerung                                                                       | Kohlenwasserstoffe                      | [ 2 ]               |
| Reaktionsschema Tafel-Umlagerung                          |                     |                                                                                            | |                                         |                     |
| Takai-Olefinierung (Takai-Utimoto-Olefinierung)           |                     |                                                                                            | |                                         |                     |
| Kazuhiko Takai                                            | 1986                | Aldehyde, Iodoform/Bromoform, Chrom(II)-chlorid                                            | Insertion von Chrom, nucleophiler Angriff, Eliminierung                                                         | Alkene                                  | [ 3 ]               |
| Reaktionsschema Takai-Olefinierung                        |                     |                                                                                            | |                                         |                     |
| Takeda-Olefinierung                                       |                     |                                                                                            | |                                         |                     |
| Takeshi Takeda                                            | 1997                | Dithioacetale, Carbonylverbindungen, Titanocenbis(triethylphosphit)                        | Metathesereaktion                                                                                               | Olefine                                 | [ 4 ]               |
| Reaktionsschema Takeda-Olefinierung                       |                     |                                                                                            | |                                         |                     |
| Tamao-Kumada-Oxidation                                    |                     |                                                                                            | |                                         |                     |
| siehe Fleming-Tamao-Oxidation                             |                     |                                                                                            | |                                         |                     |
| Tamura-Annelierung (Tamura-Cycloaddition)                 |                     |                                                                                            | |                                         |                     |
| Y. Tamura                                                 | 1981                | Homophthalsäureanhydride, Alkene/Alkine                                                    | CO2-Abspaltung, Cyclisierung, Aromatisierung                                                                    | 1-Naphthole                             | [ 5 ]               |
| Reaktionsschema Tamura-Annelierung                        |                     |                                                                                            | |                                         |                     |
| Täuber-Carbazolsynthese                                   |                     |                                                                                            | |                                         |                     |
| Ernst Täuber                                              | 1890                | 2,2′‐Diaminobiphenyle, Säure                                                               | Cyclisierung | Carbazole                               | [ 6 ]               |
| Reaktionsschema Täuber-Carbazolsynthese                   |                     |                                                                                            | |                                         |                     |
| Taylor-Synthese                                           |                     |                                                                                            | |                                         |                     |
| Edward C. Taylor                                          | 1973                | 2-Malonnitrile, α-Ketoaldoxime, Phosphortrichlorid, Guanidin                               | Kondensation | Pteridine                               | [ 7 ]               |
| Reaktionsschema Taylor-Synthese                           |                     |                                                                                            | |                                         |                     |
| Tebbe-Olefinierung                                        |                     |                                                                                            | |                                         |                     |
| Frederick Nye Tebbe                                       | 1976                | Carbonylverbindungen, Tebbe-Reagenz, Base                                                  | Bildung eines Schrock-Carbens, Addition, Bildung eines Alkens                                                   | Methenylenverbindungen                  | [ 8 ]               |
| Reaktionsschema Tebbe-Olefinierung                        |                     |                                                                                            | |                                         |                     |
| ter Meer-Reaktion                                         |                     |                                                                                            | |                                         |                     |
| Edmund ter Meer                                           | 1876                | geminale Halogennitroalkane, Natriumnitrit                                                 | nukleophile Substitution                                                                                        | Dinitroalkane                           | [ 9 ]               |
| Reaktionsschema ter Meer-Reaktion                         |                     |                                                                                            | |                                         |                     |
| Teuber-Reaktion                                           |                     |                                                                                            | |                                         |                     |
| Hans-Joachim Teuber                                       | 1952                | Phenole/aromatische Amine, Kaliumnitrosodisulfonat                                         | Oxidation | Chinone                                 | [ 10 ]              |
| Reaktionsschema Teuber-Reaktion                           |                     |                                                                                            | |                                         |                     |
| Thiele-Reaktion (Thiele-Winter-Acetoxylierung)            |                     |                                                                                            | |                                         |                     |
| Johannes Thiele                                           | 1898                | Chinone, Essigsäureanhydrid, Säure                                                         | elektrophile aromatische Substitution, Veresterung                                                              | Triacetoyaromaten                       | [ 11 ]              |
| Reaktionsschema Thiele-Reaktion                           |                     |                                                                                            | |                                         |                     |
| Thorpe-Reaktion                                           |                     |                                                                                            | |                                         |                     |
| Jocelyn Thorpe                                            | 1904                | Nitrile, Base                                                                              | Deprotonierung, Bildung einer C-C-Bindung                                                                       | Enamine                                 | [ 12 ]              |
| Reaktionsschema Thorpe-Reaktion                           |                     |                                                                                            | |                                         |                     |
| Thorpe-Ziegler-Reaktion                                   |                     |                                                                                            | |                                         |                     |
| Jocelyn Thorpe, Karl Ziegler                              | 1933                | α,ω-Dinitrile, Base                                                                        | Deprotonierung, Ringschluss, Hydrolyse                                                                          | cyclische Ketone                        | [ 13 ] [ 14 ]       |
| Reaktionsschema Thorpe-Ziegler-Reaktion                   |                     |                                                                                            | |                                         |                     |
| Thyagarajan-Indolsynthese                                 |                     |                                                                                            | |                                         |                     |
| B. S. Thyagarajan                                         | 1974                | N-Aryl-propinylamine, MCPBA, Base, Wasserstoff                                             | Bildung eines Aminoxides, Claisen-Umlagerung, Cyclisierung, Aromatisierung                                      | Indole                                  | [ 15 ]              |
| Reaktionsschema Thyagarajan-Indolsynthese                 |                     |                                                                                            | |                                         |                     |
| Tiemann-Cyanohydrin-Aminierung                            |                     |                                                                                            | |                                         |                     |
| Ferdinand Tiemann                                         | 1880                | Cyanhydrine, alkoholischer Ammoniak                                                        | Abspaltung der Cyanogruppe und Bildung eines Aldehyds, Reaktion mit Ammonium und Cyanid                         | α-Hydroxynitrile                        | [ 16 ]              |
| ReaktionsschemaTiemann-Cyanohydrin-Aminierung             |                     |                                                                                            | |                                         |                     |
| Tiemann-Umlagerung                                        |                     |                                                                                            | |                                         |                     |
| Ferdinand Tiemann                                         | 1891                | Amidoxime, Benzolsufonylchorid, Wasser                                                     | Umlagerung | Harnstoffe                              | [ 17 ]              |
| Reaktionsschema Tiemann-Umlagerung                        |                     |                                                                                            | |                                         |                     |
| Tietze-Reaktion                                           |                     |                                                                                            | |                                         |                     |
| Lutz F. Tietze                                            | 1990                | Aldehyde, Meldrumsäure, Enolate                                                            | Tandem-Knoevenagel-Hetero-Diels-Alder-Reaktion                                                                  | Bildung eines Dihydropyranrings         | [ 18 ]              |
| Reaktionsschema Tietze-Reaktion                           |                     |                                                                                            | |                                         |                     |
| Tiffeneau-Ringerweiterung (Tiffeneau-Demjanow-Umlagerung) |                     |                                                                                            | |                                         |                     |
| Marc Tiffeneau                                            | 1937                | 1-Aminomethylcycloalkohole, salpetrige Säure                                               | Diazotierung, Abspaltung von Stickstoff, 1,2-Verschiebung, Protonierung                                         | ringerweiterte cyclische Ketone         | [ 19 ]              |
| Reaktionsschema Tiffeneau-Ringerweiterung                 |                     |                                                                                            | |                                         |                     |
| Timmis-Pteridinsynthese                                   |                     |                                                                                            | |                                         |                     |
| G. M. Timmis                                              | 1949                | 4-Amino-5-nitrosopyrimidine, Cyanoessigsäure, Base                                         | Kondensation | Pteridine                               | [ 20 ]              |
| Reaktionsschema Timmis-Pteridinsynthese                   |                     |                                                                                            | |                                         |                     |
| Tipson-Cohen-Reaktion                                     |                     |                                                                                            | |                                         |                     |
| Stuart Tipson, Alex Cohen                                 | 1965                | ditosylierte Zucker, Natriumiodid, Zink                                                    | Reduktion | Alkene                                  | [ 21 ]              |
| Reaktionsschema Tipson-Cohen-Reaktion                     |                     |                                                                                            | |                                         |                     |
| Tishchenko-Reaktion                                       |                     |                                                                                            | |                                         |                     |
| Wjatscheslaw Tischtschenko                                | 1906                | Aldehyde, Aluminiumalkoholat                                                               | nucleophile Addition, Reduktion                                                                                 | Carbonsäureester                        | [ 22 ]              |
| Reaktionsschema Tishchenko-Reaktion                       |                     |                                                                                            | |                                         |                     |
| Todd-Synthese                                             |                     |                                                                                            | |                                         |                     |
| Alexander Robertus Todd                                   | 1943                | Formamidin, Phenylazomalodinitril, Base, Wasserstoff, Natriumdithioformiat                 | Cyclisierung zum Pyrimidin, Hydrierung mit Anilinabspaltung, Bildung des Imidazolrings mit Natriumdithioformiat | Adenin                                  | [ 23 ]              |
| Reaktionsschema Todd-Synthese                             |                     |                                                                                            | |                                         |                     |
| Tollens-Kondensation (Tollens-Reaktion)                   |                     |                                                                                            | |                                         |                     |
| Bernhard Tollens                                          | 1891                | Aldehyde/Ketone, Formaldehyd, Base                                                         | Aldolkondensation und Cannizzaro-Reaktion                                                                       | Diole, Triole, Tetrole                  | [ 24 ]              |
| Reaktionsschema Tollens-Kondensation                      |                     |                                                                                            | |                                         |                     |
| Torgov-Cyclisierung                                       |                     |                                                                                            | |                                         |                     |
| I. V. Torgov                                              | 1963                | Dihydronaphthalin-1-one, Ethenylmagnesiumbromid, 2-Methyl-1,3-Cyclopentandion, Lewis-Säure | Grignard-Reaktion, Cyclisierung                                                                                 | Torgovs Dien (Weiterreaktion zu Estron) | [ 25 ]              |
| Toste-Reaktion                                            |                     |                                                                                            | |                                         |                     |
| F. Dean Toste                                             | 2004                | Alkine/Allene, Gold(I)-Katalysatoren                                                       | nucleophile Addition                                                                                            | cyclische Verbindungen, Alkene          | [ 26 ]              |
| Trahanovsky-Etheroxidation                                |                     |                                                                                            | |                                         |                     |
| Walter S. Trahanovsky                                     | 1965                | Aromatische Ether, Ammoniumcer(IV)-nitrat                                                  | Oxidation | Carbonylverbindungen                    | [ 27 ]              |
| Reaktionsschema Trahanovsky-Etheroxidation                |                     |                                                                                            | |                                         |                     |
| Traube-Purinsynthese                                      |                     |                                                                                            | |                                         |                     |
| Wilhelm Traube                                            | 1900                | Pyrimidine, Carbonsäuren                                                                   | Bildung eines Amides, Cyclisierung, Aromatisierung unter Wasserabspaltung                                       | Purine                                  | [ 28 ]              |
| Reaktionsschema Traube-Purinsynthese                      |                     |                                                                                            | |                                         |                     |
| Traube-Reduktion                                          |                     |                                                                                            | |                                         |                     |
| Wilhelm Traube                                            | 1925                | Alkine/Alkylhalogenide/Nitroverbindungen, Chrom(II)-chlorid                                | selektive Reduktion                                                                                             | Alkene/Alkane/Oxime                     | [ 29 ]              |
| Reaktionsschema Traube-Reduktion                          |                     |                                                                                            | |                                         |                     |
| Treibs-Reaktion                                           |                     |                                                                                            | |                                         |                     |
| Wilhelm Treibs                                            | 1948                | terminale Allylalkene, Quecksilber(II)-acetat                                              | Acetoxylierung in Allylstellung                                                                                 | acetoxylierte Alkene                    | [ 30 ]              |
| Reaktionsschema Treibs-Reaktion                           |                     |                                                                                            | |                                         |                     |
| Trofimov-Reaktion                                         |                     |                                                                                            | |                                         |                     |
| B.A. Trofimov                                             | 1973                | Ketoxime, Acetylen, Superbasische Lösung (NaOH in DMSO)                                    | Kondensation | Pyrrole                                 | [ 31 ]              |
| Reaktionsschema Trofimov-Reaktion                         |                     |                                                                                            | |                                         |                     |
| Trost-Chen-Decarboxylierung                               |                     |                                                                                            | |                                         |                     |
| Barry M. Trost, Francis Chen                              | 1971                | cyclische Dicarbonsäureanhydride, Nickel-Carbonyl-Katalysator                              | Decarboxylierung                                                                                                | cyclische Alkene                        | [ 32 ]              |
| Reaktionsschema Trost-Chen-Decarboxylierung               |                     |                                                                                            | |                                         |                     |
| Trost-Desymmetrisierung                                   |                     |                                                                                            | |                                         |                     |
| Barry Trost                                               | 1992                | Cyclohexyl-/Cyclopentyldiol-Derivate, Azide/Amine, chiraler Palladiumkomplex               | nukleophile Substitution                                                                                        | enantiomerenreine Amine/Azide           | [ 33 ]              |
| Reaktionsschema Trost-Desymmetrisierung                   |                     |                                                                                            | |                                         |                     |
| Trost-Cyclopentanierung                                   |                     |                                                                                            | |                                         |                     |
| Barry Trost                                               | 2006                | 3-Acetoxy-2-trimethylsilylmethyl-1-propen, Alkene, Palladiumkomplex (Kat.)                 | [3+2]-Cycloaddition                                                                                             | Methylencyclopentane                    | [ 34 ]              |
| Reaktionsschema Trost-Cyclopentanierung                   |                     |                                                                                            | |                                         |                     |
| Truce-Smiles-Umlagerung                                   |                     |                                                                                            | |                                         |                     |
| William Truce, Samuel Smiles                              | 1958                | aromatische Sulfone, Buthyllithium                                                         | Deprotonierung, Smiles-Umlagerung                                                                               | aromatische Sulfonsäuren                | [ 35 ]              |
| Reaktionsschema Truce-Smiles-Umlagerung                   |                     |                                                                                            | |                                         |                     |
| Tscherniak-Einhorn-Reaktion                               |                     |                                                                                            | |                                         |                     |
| Joseph Tscherniak, Alfred Einhorn                         | 1901/05             | Aromaten, N-Hydroxymethylamide/-imide, Säure                                               | elektrophile aromatische Substitution                                                                           | aromatische Amidoalkyle                 | [ 36 ] [ 37 ]       |
| Reaktionsschema Tscherniak-Einhorn-Reaktion               |                     |                                                                                            | |                                         |                     |
| Tschitschibabin-Pyridinsynthese                           |                     |                                                                                            | |                                         |                     |
| Alexei Tschitschibabin                                    | 1906                | Aldehyde, Ammoniak                                                                         | Kondensation | Pyridine                                | [ 38 ]              |
| Reaktionsschema Tschitschibabin-Pyridinsynthese           |                     |                                                                                            | |                                         |                     |
| Tschitschibabin-Reaktion                                  |                     |                                                                                            | |                                         |                     |
| Alexei Tschitschibabin                                    | 1914                | Pyridine/Chinoline, Natriumamid                                                            | Nucleophile aromatische Substitution                                                                            | 2-, 4-Aminopyridine oder -chinoline     | [ 39 ]              |
| Reaktionsschema Tschitschibabin-Reaktion                  |                     |                                                                                            | |                                         |                     |
| Tschitschibabin-Indolizinsynthese                         |                     |                                                                                            | |                                         |                     |
| Alexei Tschitschibabin                                    | 1927                | 2-substituierte Pyridine, α-Halogencarbonylverbindungen                                    | Bildung eine quartären Ammoniumverbindung, Cyclisierung                                                         | Indolizine                              | [ 40 ]              |
| Reaktionsschema Tschitschibabin-Indazolinsynthese         |                     |                                                                                            | |                                         |                     |
| Tschugajew-Reaktion                                       |                     |                                                                                            | |                                         |                     |
| Lew Alexandrowitsch Tschugajew                            | 1899                | Alkohole, Schwefelkohlenstoff, Methyliodid                                                 | Bildung eines Xanthogenates, Methylierung, Eliminierung                                                         | Alkene                                  | [ 41 ]              |
| Reaktionsschema Tschugajew-Reaktion                       |                     |                                                                                            | |                                         |                     |
| Tsuji-Trost-Reaktion                                      |                     |                                                                                            | |                                         |                     |
| Jirō Tsuji, Barry Trost                                   | 1965/1973           | Allylverbindungen, Palladium(0)-Komplex, Nukleophil                                        | Bildung eines π-Allyl-Komplexes unter Abspaltung der Abgangsgruppe, Addition des Nukleophils                    | alkylierte Allylverbindungen            | [ 42 ] [ 43 ]       |
| Reaktionsschema Tsuji-Trost-Reaktion                      |                     |                                                                                            | |                                         |                     |
| Tsuji-Wilkinson-Reaktion                                  |                     |                                                                                            | |                                         |                     |
| Jiro Tsuji, Geoffrey Wilkinson                            | 1965                | Aldehyde, Wilkinson-Katalysator                                                            | oxidative Addition, Eliminierung                                                                                | Entfernung der Carbonylgruppe           | [ 44 ]              |
| Reaktionsschema Tsuji-Wilkinson-Reaktion                  |                     |                                                                                            | |                                         |                     |
| Twitchell-Prozess                                         |                     |                                                                                            | |                                         |                     |
| Ernst Twitchell                                           | 1898                | Fette, Wasser, Schwefelsäure, Twitchell-Reagenz                                            | Esterspaltung                                                                                                   | Glycerin, Fettsäuren                    | [ 45 ]              |
| Reaktionsschema Twitchell-Prozess                         |                     |                                                                                            | |                                         |                     |
| Tyrer-Prozess                                             |                     |                                                                                            | |                                         |                     |
| Daniel Tyrer                                              | 1917                | Benzol, rauchende Schwefelsäure                                                            | Sulfonierung | Benzolsulfonsäure                       | [ 46 ]              |
| Reaktionsschema Tyrer-Prozess                             |                     |                                                                                            | |                                         |                     |